# Jim Herrick
Pour les articles homonymes, voir Herrick.
Jim Herrick, né en 1944, est un humaniste laïc britannique. 

## Biographie
Il étudie l'histoire et la littérature anglaise au Trinity College, à l'Université de Cambridge, et travaille ensuite en tant qu'enseignant pendant 7 années. Il rédige alors de nombreux ouvrages sur l'humanisme et l'histoire de la libre pensée. 
Membre de la Rationalist Association, il est éditeur de International Humanist News, publié par l'International Humanist and Ethical Union (IHEU). En 1996, il reçoit le Distinguished Humanist Service Award de l'IHEU. 
De janvier 1977 à 1981, Jim Herrick publie The Freethinker (Le Libre Penseur) et est l'un des membres fondateurs de la Gay and Lesbian Humanist Association.

## Publications
- Humanism: An Introduction, 2003  (ISBN 0-301-00301-7).
- Humanist Anthology: From Confucius to David Attenborough, 1995, Londres, Rationalist Press Association  (ISBN 0-301-94001-0).
- Against the Faith: Some Deists, Skeptics and Atheists, 1985, London, Glover & Blair  (ISBN 0-906681-09-X), rééd. 1994  (ISBN 0-87975-288-2).
- Vision and Realism: A Hundred Years of The Freethinker, 1982, London, GW Foote & Co.  (ISBN 0-9508243-0-5).